# Helena Anliot
Aina Helena Gabriella Anliot, född 26 september 1956 i Svärdsjö, är en svensk högerhänt före detta professionell tennisspelare.

## Tenniskarriär
Helena Anliot var under 1970-talets andra halva en av Sveriges främsta tennisspelare och rankades som nummer ett första gången 1975. Det året vann hon sitt första SM-tecken inomhus. Hon var Sverige-etta också 1976. Sammanlagt vann hon sexton SM-tecken, varav tre i singel. Hon rankades som bäst kring nummer 30 på WTA-rankingen. Hon slutade med tävlingsspel 1980, vid 23 års ålder.
Helena Anliot blev svensk juniormästare i singel 1974. Samma år vann hon de australiska hard court-mästerskapen (i finalen besegrade hon världsfemman Olga Morozova) och spelade mixed dubbel tillsammans med Björn Borg i Wimbledonmästerskapen. Bland övriga meriter kan nämnas seger i Stockholm Open 1976 och i de amerikanska grusmästerskapen i dubbel 1978 tillsammans med danskan Helle Sparre.
Helena Anliot deltog i det svenska Fed Cup-laget 1974–1977 och 1979–1980. Hon spelade totalt sjutton matcher av vilka hon vann tolv. Elva av hennes matcher var i dubbel tillsammans med Mimmi Wikstedt eller Nina Bohm. Anliot besegrade 1979 tillsammans med Wikstedt det tjeckiska paret Hana Mandlikova/Regina Maršíková (3–6, 6–1, 6–1). Som singelspelare besegrade hon bland andra 1975 den amerikanska toppspelaren Julie Heldman (6–4, 6–3).

## Spelaren och personen
Helena Anliots föräldrar grundade tennisklubben i Svärdsjö. Modern var konstnärinnan Aina Anliot.
Helena Anliot är känd, förutom som en skicklig tennisspelare, som Björn Borgs flickvän under en period på 1970-talet. De båda spelade flera mixed dubbel-turneringar tillsammans. Hon var också en av Ted Gärdestads närmaste bekanta. Gärdestad har tillägnat henne låten "Helena".
I början på 1990-talet hade Helena Anliot fysiska besvär som tolkades som amalgamförgiftning, elöverkänslighet och fibromyalgi.
Helena Anliot är bosatt i Nambucca Heads i Australien och arbetar som konstnär och personlig assistent.

## WTA Tour finaler

### Doubles (3 titles)
| Tävling        |   |
| Grand Slam     | 0 |
| WTA-mästerskap | 0 |
| Tier I         | 0 |
| Tier II        | 0 |
| Tier III       | 0 |
| Tier IV & V    | 0 |

| Titlar per underlag |   |
| Hard                | 0 |
| Grus                | 3 |
| Gräs                | 0 |
| Matta               | 0 |

| Utfall | Placering | Datum          | Turnering                                        | Underlag | Partner             | Motståndare                         | Resultat      |
| Winner | 1.        | 18 July 1976   | WTA Austrian Open, Kitzbühel, Austria            | Grus     | Mimmi Wikstedt      | Katja Ebbinghaus Heidi Eisterlehner | 6–4, 2–6, 7–5 |
| Winner | 2.        | 13 August 1978 | U.S. Clay Court Championships, Indianapolis, USA | Grus     | Helle Sparre-Viragh | Barbara Hallquist Sheila McInerney  | 6–3, 6–1      |
| Winner | 3.        | 29 July 1979   | WTA Austrian Open, Kitzbühel, Austria            | Grus     | Diane Evers         | Virginia Ruzici Elly Vessies        | 6–0, 6–4      |